# 데카 레코드
데카 레코드(Decca Records)는 영국의 레코드 레이블이다. 미국에 자회사를 설립했지만, 제2차 세계 대전을 거쳐 양사의 자본 관계는 만료되었고, 각각 독자적인 길을 걷게되었다. 1990년대의 세계적인 음악 업계의 재편하여 현재는 양사 모두 유니버설 뮤직 그룹의 일부가 되었다.

## 같이 보기
- 분류:데카 레코드 음반
- MCA 레코드
- 게펀 레코드
- 미치 밀러